# Instituut voor Noëtische Wetenschappen
Noëtiek is een pseudowetenschappelijke new age-beweging. Dit instituut legt zich toe op de studie van de aard van het menselijk bewustzijn. De definitie van Noëtische Wetenschappen wordt op verschillende manieren uitgelegd, maar ze gaan alle over de kracht van de menselijke geest, als volgt: Noëtische Wetenschap is de leer waarbij ervan uitgegaan wordt dat mensen door middel van een bundeling van hun geestelijke vermogens invloed kunnen uitoefenen op de materie. De term is afgeleid van het Griekse woord noetikos, hetgeen "vanuit een ethische geest" betekent.

## Instituut voor Noëtische Wetenschappen
Voormalig Apollo 14 astronaut Edgar Mitchell richtte, met anderen, het Instituut voor Noëtische Wetenschappen op. Zijn reis naar de maan vond plaats in 1971 en, naar zijn zeggen, bracht die reis veranderingen in hem teweeg. Hij nam deel aan The Disclosure Project waarbij een aantal mensen getuigen dat er buitenaards leven is, dat er ontmoetingen met buitenaardsen hebben plaatsgevonden en dat dit wordt verzwegen door overheden. Dr. Edgar Mitchell vertelt dat hij tijdens zijn missie naar de maan ook een ander soort ervaring heeft gehad.
Tijdens de terugreis naar de aarde meende hij een 'waarheid' te zien; hij voelde zich een met de aarde en het universum. Dr. Edgar Mitchell besloot na zijn terugkomst op de aarde het Instituut voor Noëtische Wetenschappen op te richten in 1973. Professor Emeritus William A. Tiller, van de Stanford Universiteit, was medeoprichter van het Instituut voor Noëtische Wetenschappen. William Tiller wordt door aanhangers gezien als een pionier op het gebied van het begrip van de kracht van het bewustzijn en het effect hiervan op onze (zichtbare) realiteit.

## Experimenten
Er zijn een aantal experimenten gedaan vanuit het Instituut voor Noëtische Wetenschappen die er op lijken te wijzen dat de mens inderdaad controle heeft over materie door de kracht van de gedachten. Een voorbeeld hiervan is een proef waarbij een aantal mensen rond een glas met ijs wordt gezet. Er wordt beweerd dat wanneer deze mensen vrolijk zijn er zich mooie kristallen vormen in dat ijs, en wanneer er 'boze' mensen rond zitten dat het ijs dan zal barsten en geen mooie kristallen vormt. Ook de Japanse onderzoeker Masaru Emoto meent te hebben kunnen bewijzen dat onze gedachten, gevoelens en woorden in staat zijn om watermoleculen te beïnvloeden.
Global Consciousness Project: Op veertig verschillende plaatsen in de wereld zijn er apparaten opgezet (Random Event Generators) die verbonden zijn met een computer van de Princeton Universiteit (New Jersey) met als doel het massabewustzijn te meten. Bij bv. massagebeden of rouwmomenten in grote groep werden veranderingen gemeten door deze apparaten.
Experimenten met uiterst gevoelige weegschalen hebben bewezen dat het menselijk bewustzijn effectief gewogen kan worden. Hiervoor legde men iemand die op het eind van zijn leven gekomen was op deze weegschaal, en wanneer hij stierf toonde de weegschaal een heel kleine verandering, nl. dat de persoon op het moment van zijn overlijden iets lichter werd.
De conclusie die aanhangers van de Noëtische Wetenschappen trekken is dat de materiële wereld beïnvloed wordt als veel mensen hun aandacht op hetzelfde richten.

## Noëtische wetenschap in de lectuur
Noëtische wetenschap is een belangrijk onderwerp in het boek Het Verloren Symbool van Dan Brown.